# Antonio Canova
Antonio Canova (Possagno, 1º novembre 1757 – Venezia, 13 ottobre 1822) è stato uno scultore e pittore italiano, ritenuto il massimo esponente del Neoclassicismo in scultura e soprannominato per questo «il nuovo Fidia».
Antonio Canova esprime nelle sue creazioni la ricerca della perfezione, la bellezza e la purezza dell'arte antica, con un'attenzione tutta nuova nel rendere più espressivi e umani i volti e gli atteggiamenti del corpo, assenti nelle statue della mitologia greca-romana, a cui egli si ispirava. La precisione delle linee, delle forme e la delicatezza delle superfici nei suoi modelli nascondono un duro lavoro di ricerca e di misurazione delle proporzioni, che rispondono ai canoni di bellezza ideale; questi sono i motivi per cui viene considerato tra i maggiori scultori di tutti i tempi, capace di dare raffinatezza al marmo e capace di eguagliare e superare lo splendore antico delle sculture greche-romane, sotto il segno, appunto, del suo soprannome, "Nuovo Fidia".
Canova svolse l'apprendistato a Venezia. Nel 1779 si trasferì a Roma, dove risiedette per il resto della sua vita; sebbene viaggiasse spesso, principalmente per soggiorni all'estero o per ritornare nei luoghi natii, l'Urbe per lui rappresentò sempre un imprescindibile punto di riferimento.
Intimamente vicino alle teorie neoclassiche di Winckelmann e Mengs, Canova ebbe prestigiosi committenti, dagli Asburgo ai Borbone, dalla corte pontificia a Napoleone, sino ad arrivare alla nobiltà veneta, romana e russa. Tra le sue opere più note si ricordano Amore e Psiche, Teseo sul Minotauro, Adone e Venere, Ebe, Le tre Grazie, il Monumento funebre a Maria Cristina d'Austria, Paolina Borghese, Ercole e Lica e la Venere italica.

## Biografia

### Infanzia e giovinezza

#### Contesto familiare
Antonio Canova nacque il 1º novembre 1757 a Possagno, centro trevigiano della pedemontana del Grappa, da Pietro Canova e dalla crespanese Angela Zardo, detta Fantolin, appartenente a famiglia benestante di scalpellini, pratici d'architettura e per un tempo anche proprietari di cave a Possagno. Il giovane Canova a nemmeno quattro anni perdette il padre, «lavoratore in pietra e architetto». La madre, dopo non molto tempo, passò a seconde nozze con il crespanese Francesco Sartori; mentre lei, con l'occasione, tornava a Crespano, il piccolo Antonio rimase a Possagno, affidato alle cure del nonno paterno Pasino.
Pasino Canova, nato a Possagno il 16 aprile 1711, era anch'egli un abile tagliapietre, noto nei paesi limitrofi per i suoi interventi scultorei in chiese e ville; legato alla bottega di Giuseppe Bernardi, detto il Torretti, eseguì un rilievo marmoreo con Madonna per la villa Falier ai Pradazzi di Asolo, due Angeli in pietra nella chiesa parrocchiale di Monfumo, e gli altari maggiori della chiesa di Thiene. Pasino, oltre a essere un cattivo amministratore del proprio patrimonio economico (eroso in seguito ad alcune fallimentari speculazioni), era un uomo burbero e stravagante, che procurò non pochi maltrattamenti e mortificazioni all'animo assai sensibile del piccolo Canova, che assorbì questi eventi molto profondamente e ne restò segnato per tutta la vita.

#### Primi passi nella scultura
(Giacomo Zanella, Possagno, in Poesie)
Malgrado la sua indole severa, Pasino si rivelò essere un valente insegnante per il nipote. Intuendo le inclinazioni e il talento artistico del piccolo Antonio, infatti, egli lo mise a lavorare e scolpire la pietra nel cantiere di villa Falier, dove attendeva ad alcuni lavori. Segnalandosi tra i più solerti nell'apprendere l'arte lapicida, Canova qui si attrasse la benevolenza di Giovanni Falier che, acceso dall'entusiasmo, lo sottrasse al nonno e si prese cura della sua formazione professionale, allocandolo presso la bottega di Giuseppe Bernardi, situata nella vicina Pagnano d'Asolo (non lontano da Possagno). Si racconta, addirittura, che Canova si guadagnò la commossa ammirazione del Falier quando, a una cena di nobili veneziani, egli incise nel burro la maestosa figura di un leone di San Marco ad ali spiegate, eseguito con tanta maestria che tutti i convitati ne rimasero meravigliati.
Nel 1768 il piccolo Tonin si trasferì nella bottega del Torretti a Venezia, città animata da profondi stimoli artistici e fermenti culturali; il contratto di garzonato gli garantiva vitto, alloggio e cinquanta soldi al giorno e gli consentiva inoltre di frequentare i corsi serali dell'Accademia di Nudo allestita al «Fontegheto de la Farina», in bacino San Marco. Grazie all'aiuto finanziario di nonno Pasino, che aveva venduto un piccolo podere, dal 1770 Canova poté lavorare solo metà giornata nella bottega (passata, dopo la morte del Torretti, a suo nipote Giovanni Ferrari), dedicando l'altra metà allo studio del materiale statuario della galleria di Ca' Farsetti, a Rialto, ove erano raccolti calchi in gesso di statue antiche e moderne. L'esperienza lagunare lasciò un'impronta indelebile nel giovane Canova, che qui maturò un primo approccio (seppur mediato) con la cultura classica e apprese, oltre ai segreti per scolpire il marmo, anche come gestire economicamente e tecnicamente una bottega, conoscenze che certamente gli furono di giovamento quando se ne aprì una propria.
I primi lavori veneziani di Canova furono due Canestro di frutta (oggi al museo Correr) commissionati dal Falier, ma indirizzati a Filippo Vincenzo Farsetti. Seguirono nell'ottobre 1773 una Euridice e un Orfeo in pietra di Costozza (Longare) o pietra di Vicenza, pietra calcarea da taglio dei Colli Berici, eseguiti sempre su commissione del Falier. Canova terminò le statue due anni dopo e, esposte nel maggio 1776 alla fiera annuale dell'arte veneziana della festa della Sensa, riscossero uno sfolgorante successo, sancendo la sua ascesa nel mondo dell'arte.

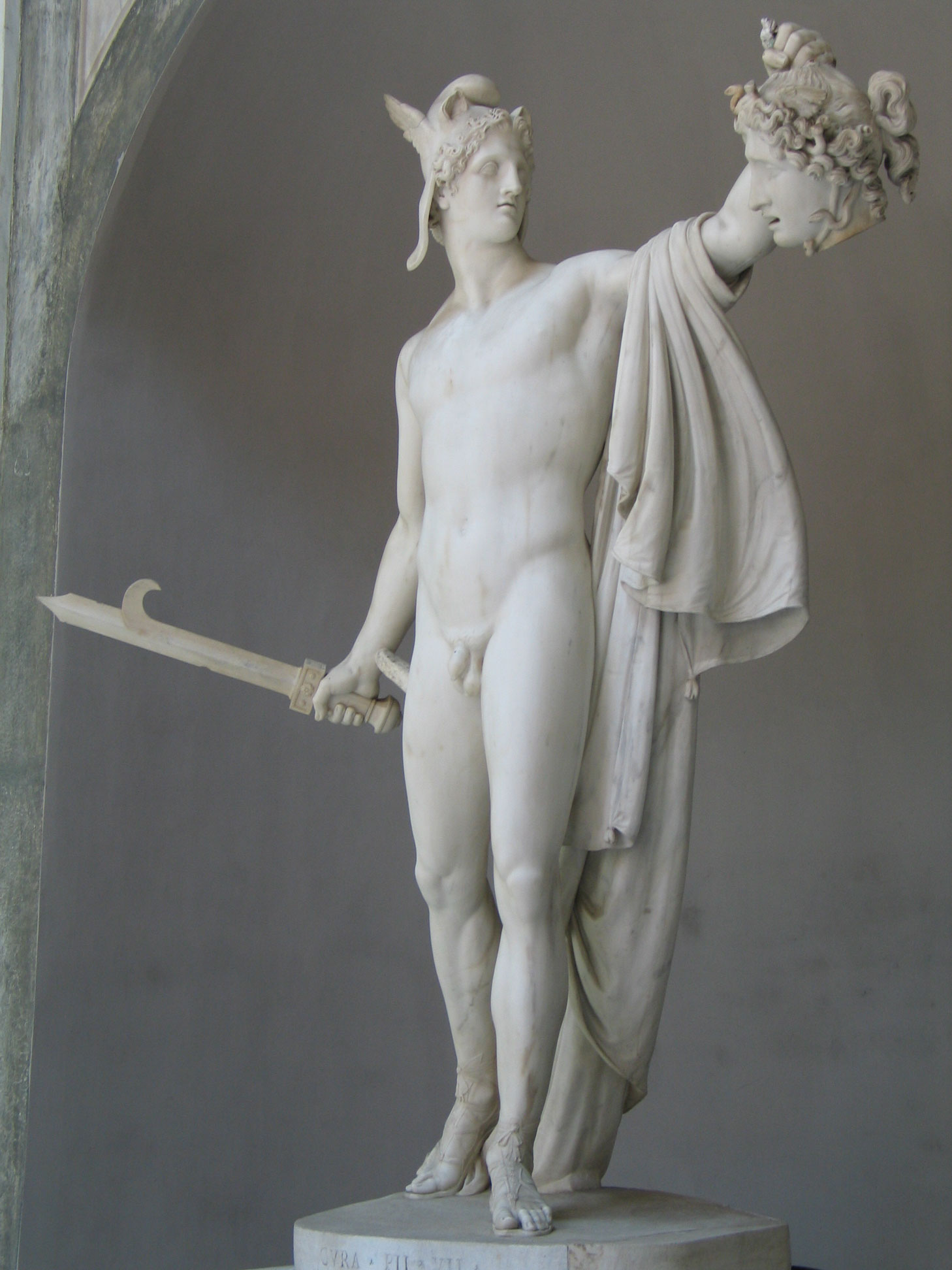
Antonio Canova, Perseo trionfante (1800-1801), Musei Vaticani, Roma

### Successi a Roma

#### Il primo soggiorno a Roma: dal 1779 al 1780
Grazie alle sue possibilità economiche, nel 1777 Canova poté aprirsi un nuovo studio più ampio a San Maurizio, dove l'anno successivo fu impegnato nella realizzazione del gruppo raffigurante Dedalo e Icaro, su commissione del procuratore Pietro Vettor Pisani: l'opera consacrò il suo prestigio professionale nel mondo artistico veneziano, che finalmente poté prendere visione del suo talento. A testimonianza del suo riconoscimento artistico vi è la nomina del marzo 1779 a membro dell'Accademia Veneziana, cui Canova donò in segno di riconoscenza un Apollo in terracotta.
Gli venne addirittura offerta una cattedra d'insegnamento: Canova, tuttavia, non accettò, in quanto aveva da tempo maturato il desiderio di recarsi a Roma per perfezionare la propria arte, proposito ora finalmente realizzabile grazie ai cento zecchini guadagnati con l'esecuzione di Dedalo e Icaro. Fu così che Canova, partito da Venezia in ottobre 1779, dopo soste a Bologna e Firenze arrivò a Roma il 4 novembre 1779 in compagnia dell'architetto Gianantonio Selva: questo soggiorno, durato sino al 1780, si rivelerà molto proficuo non solo sotto il profilo artistico, ma anche sotto quello culturale e umano.
Grazie all'intercessione del Falier, il suo primissimo mecenate, appena giunto nell'Urbe Canova venne calorosamente accolto da Gerolamo Zulian, ambasciatore veneto presso la Santa Sede, che gli assegnò uno studio e un alloggio presso palazzo Venezia. Grazie ai puntuali diari che ci ha lasciato sappiamo che Canova visse intensamente le sue giornate capitoline, trascorse sin dall'arrivo a visitare - per usare una definizione di Quatremère de Quincy - il «museo di Roma», fatto «di statue, di colossi, di templi, di terme, di circhi, di anfiteatri, di archi di trionfo, di tombe, di stucchi, di affreschi, di bassorilievi». Gli vennero aperte le porte delle maggiori collezioni romane, come quella raccolta nei musei Vaticani (dove guardò con molto interesse all'Apollo del Belvedere) ed ebbe modo di frequentare la scuola di nudo all'Accademia di Francia e di recarsi assiduamente a teatro, mosso dal suo amore per lo spettacolo della danza. Lavorò inoltre per il pittore Pompeo Batoni, del quale apprezzò il «disegnare tenero, grandioso, di belle forme», e per un certo periodo si giovò anche della docenza dell'abate Foschi, messogli a disposizione da Zulian, con il quale poté colmare le proprie lacune culturali imparando l'italiano, l'inglese, il francese, leggendo i classici greci e latini, apprendendo la mitologia classica.
Grazie al sodalizio con Zulian e i Rezzonico, nipoti del defunto Clemente XIII, Canova poté entrare in amicizia sia con il cospicuo nucleo di artisti veneti insediatosi a Roma sia con i vari artisti stranieri: fra quest'ultimi spiccava in particolare Anton Raphael Mengs, il pittore-filosofo nato in Boemia che, nella sua proposta di imitare i grandi maestri classici, realizzò quadri che erano delle vere e proprie illustrazioni delle teorie espresse dal tedesco Johann Joachim Winckelmann. Anche Canova fu galvanizzato dall'ideale neoclassico promosso da Winckelmann, il quale fu anche un deciso assertore della superiorità della civiltà greca, da lui ritenuta l'unica ad aver raggiunto la purezza e la virtù nell'arte. In effetti, come scultore Canova si sarebbe rivelato l'interprete più puntuale e coerente delle teorie espresse da Winckelmann e Mengs, in maniera analoga a come proprio in quegli anni il francese Jacques-Louis David lo era in pittura. Pur essendo animata da un tale fervore d'idee, tuttavia, la scena artistica romana non fu priva di rivalità profonde: anche Canova ne rimase invischiato, tanto che nei primi anni i critici di Roma lo tacciarono di superbia, ritenendolo un denigratore delle opere dell'antichità. Canova, in realtà, si scagliava contro la pedissequa imitazione dell'antico, e preferiva produrre opere originali, in modo creativo, pur ispirandosi ai principi che regolavano l'arte greca classica.

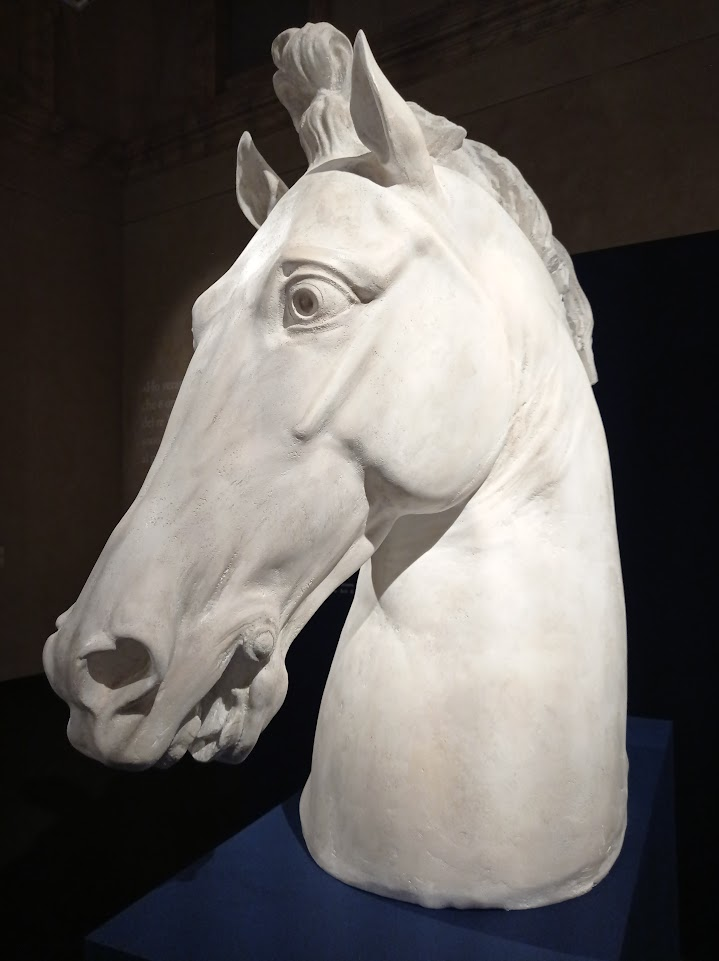
Statua equestre, palazzo Baldeschi al Corso, Perugia

#### Dal soggiorno napoletano all'esecuzione delTeseo sul Minotauro

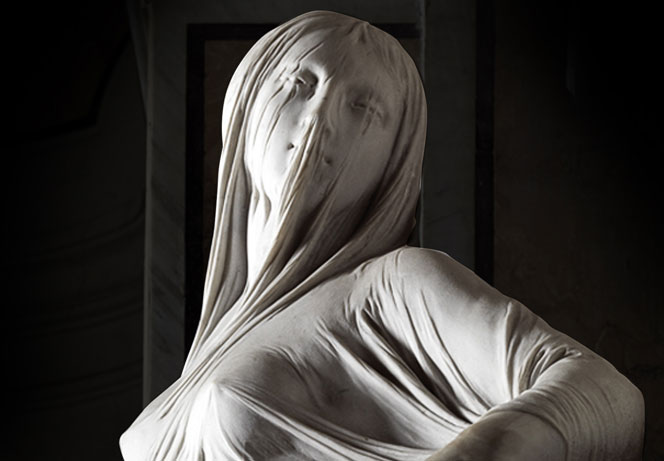
La Pudicizia, statua scolpita dal veneto Corradini nel 1752, cinque anni prima che Canova nascesse

Tra il 22 gennaio e il 28 febbraio 1780 Canova fu a Napoli, ospite di Contarina Barbarigo. Nella città partenopea il Canova, oltre a visitare la collezione Farnese (ospitata nell'erigenda reggia di Capodimonte), visitò la cappella Sansevero: rimasto estasiato dal virtuosismo del Cristo velato ivi esposto (provò addirittura ad acquistarlo, e si dichiarò disposto a cedere dieci anni della sua vita pur di esserne l'autore), osservò con molta attenzione anche la statua della Pudicizia, scolpita dal conterraneo Antonio Corradini, scultore veneto assai celebrato per le sue figure velate. Di seguito riportiamo uno stralcio del diario di viaggio di Canova:
(Antonio Canova)
In Campania, inoltre, Canova ebbe l'opportunità di scoprire l'immenso patrimonio archeologico rinvenuto presso i siti di Pompei, Ercolano e Paestum. Davanti allo spettacolo delle antichità del passato palesò non solo entusiasmo e adesione, ma anche il desiderio di studiare più approfonditamente la classicità, maturando così un'apertura sempre più consapevole verso le istanze neoclassiche.

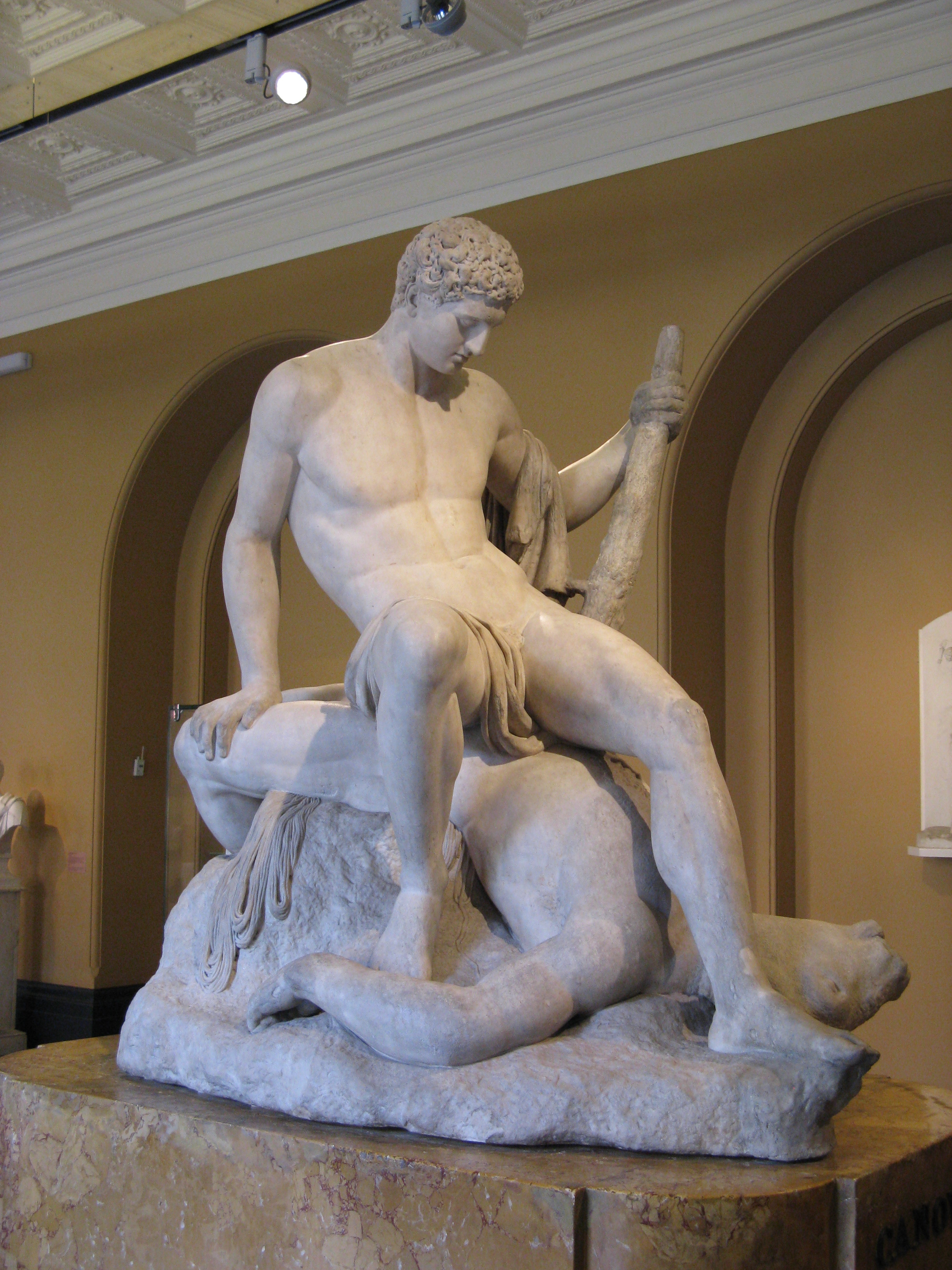
Antonio Canova, Teseo che siede sul Minotauro (1781-1783), Victoria and Albert Museum, Londra

Tornato a Roma, nel giugno 1780 Canova si fece spedire il gesso del Dedalo e Icaro, la scultura che sancì il suo definitivo decollo artistico. L'opera, tuttavia, venne accolta assai freddamente dagli accademici romani: tra i pochi ammiratori vi era Gavin Hamilton, un pittore e antiquario scozzese con il quale Canova si legherà di un'amicizia destinata a rivelarsi vincente e a durare per tutta la vita. Intanto, lo Zulian si era ormai convinto che il suo protégé avrebbe dato il meglio di sé solo se si fosse insediato stabilmente a Roma: sollecitato da quest'ultimo, Canova il 22 giugno 1780 partì per Venezia, così da chiudere lo studio lagunare e ultimare alcuni lavori, tra cui la statua del Poleni per il Prato della Valle di Padova.
Ritornato a Roma a dicembre, Canova eseguì un Apollo che s'incorona su commissione del senatore Abbondio Rezzonico, nipote del papa, che predilesse l'opera canoviana rispetto alla Minerva pacifica del concorrente Giuseppe Angelini; nello stesso periodo ottenne dalla Serenissima la pensione triennale di 300 ducati in argento annui. Intanto, su suggerimento di Gavin Hamilton, Canova iniziò a lavorare al grande gruppo marmoreo raffigurante Teseo vincente sul Minotauro, che concepì come un vero e proprio manifesto della propria arte. L'opera fu terminata nel 1783, ed ebbe sin da subito uno smagliante successo sia in Italia sia all'estero: con grande virtuosismo tecnico, infatti, Canova seppe infondere nella figura di Teseo quella «nobile semplicità e quieta grandezza» che Winckelmann considerava essere le qualità supreme dell'arte greca. Tra gli estimatori più convinti vi fu lo studioso francese Quatremère de Quincy, con il quale Canova strinse una rapida intesa culturale e un'amicizia destinata a durare per tutta la vita. L'idillio di questi anni venne spezzato solo dalla delusione amorosa con Domenica Volpato, una donna della quale si era invaghito («una che è una bellezza», per usare le parole dello stesso scultore) che però si dichiarò innamorata dell'incisore napoletano Raffaello Morghen, malgrado i due stessero già progettando di sposarsi.

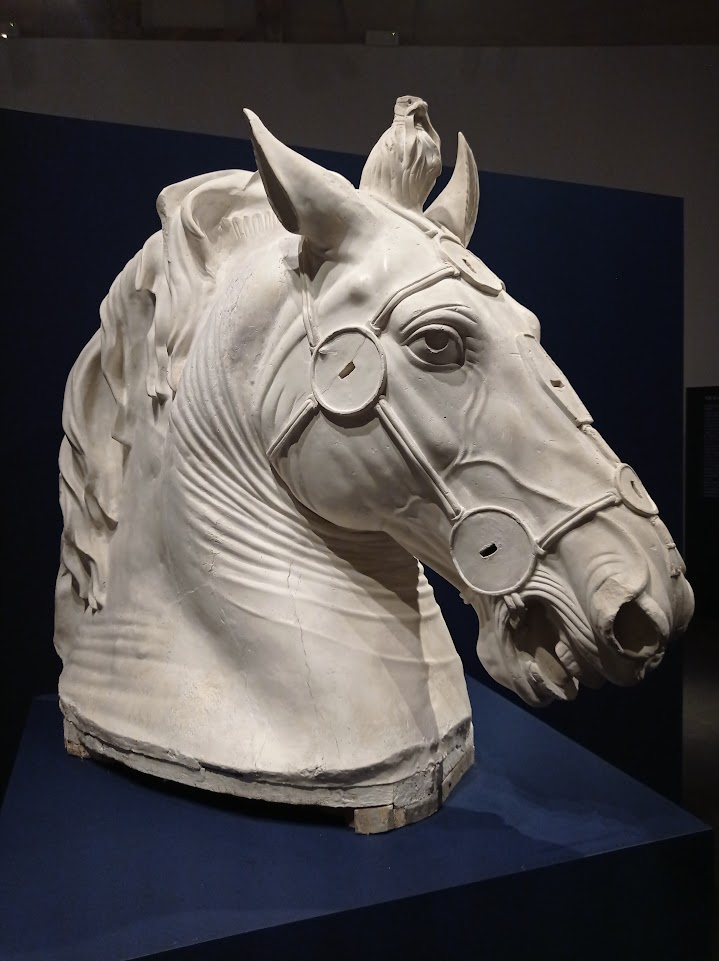
Statua equestre, opera di Antonio Canova, Perugia, palazzo Baldeschi al Corso

### Nuovo Fidia

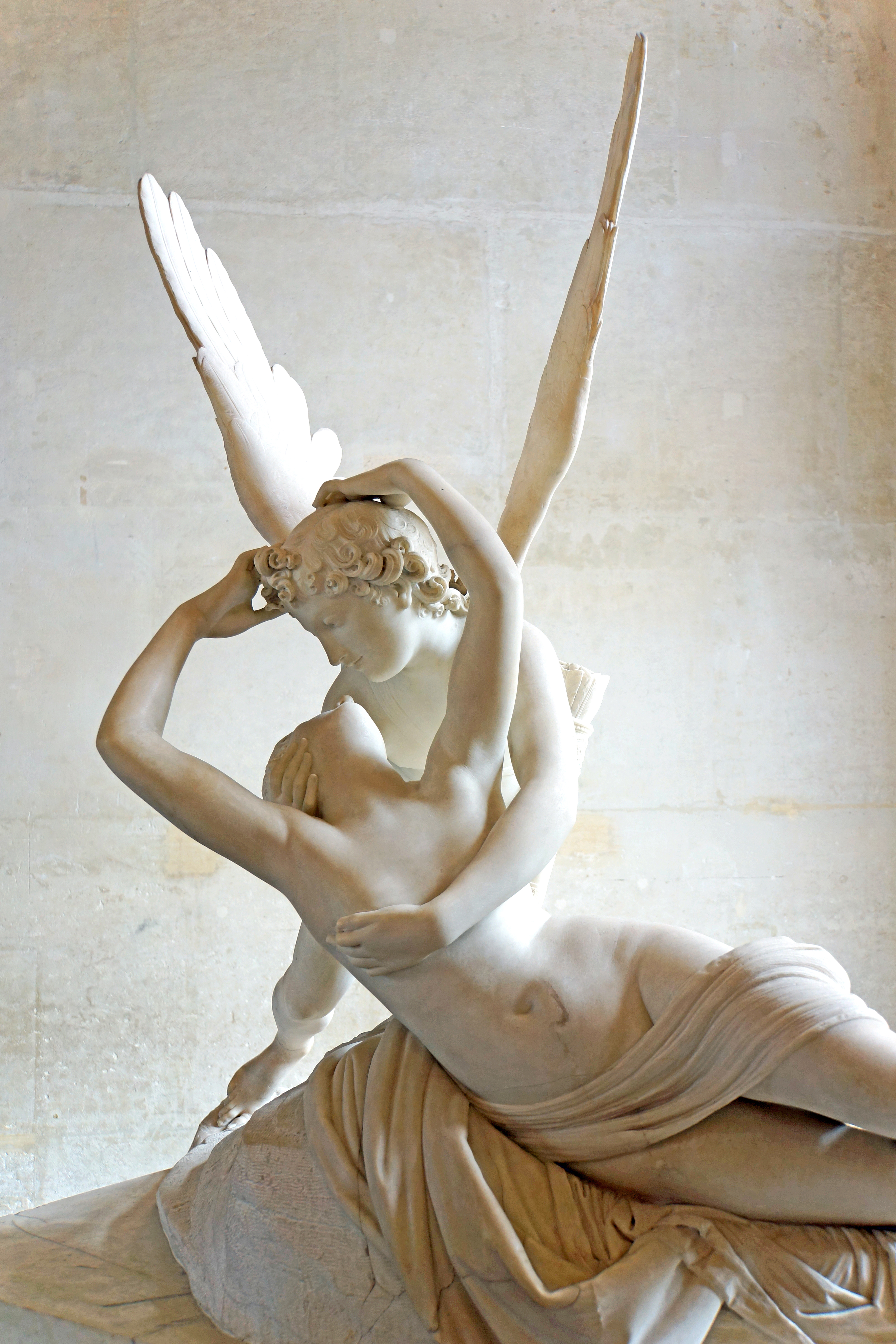
Antonio Canova, Amore e Psiche (1793), museo del Louvre, Parigi

Sempre nel 1783 Canova ricevette la commissione del monumento funerario a Clemente XIV, da porre nella basilica dei Santi XII Apostoli. Complice la delusione amorosa con la Volpato, Canova si dedicò con piena e totale dedizione di sé all'esecuzione del sepolcro, che completò nell'aprile del 1787 nel nuovo studio a via San Giacomo, dove si era trasferito terminata la pensione della Serenissima. L'opera, oltre a fruttargli diecimila scudi, lo consacrò quale massimo scultore del suo secolo: erano ormai chiare a tutti le potenzialità del Canova, che in quegli anni godette di un prestigio pari a quello di un Bernini o di un Michelangelo. Intanto, per cercare riposo dalle intense fatiche di scultore, soggiornò per un mese a Napoli, dove il colonnello inglese John Campbell gli commissionò un gruppo di marmo raffigurante Amore e Psiche.

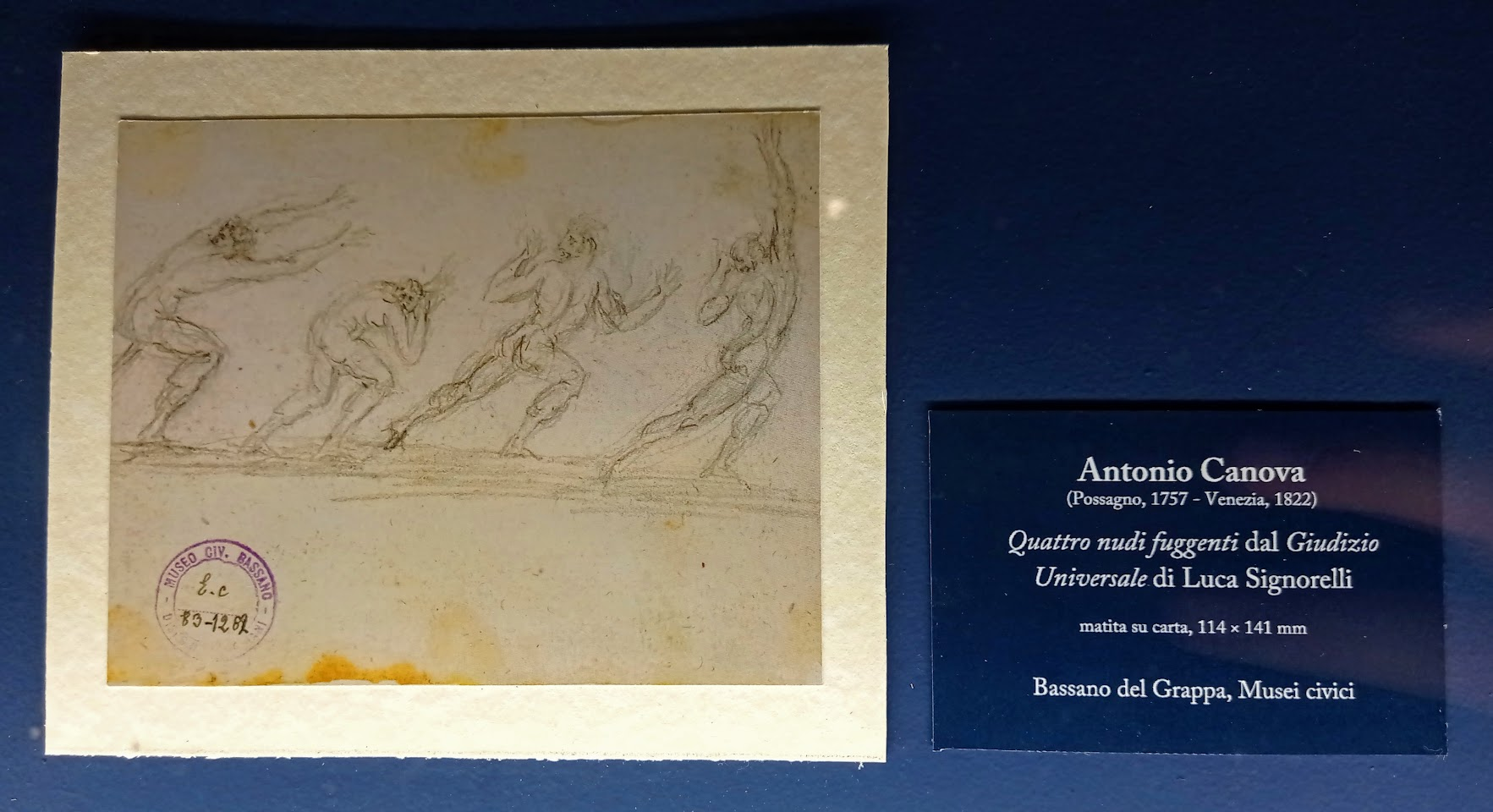
Antonio Canova, bozza

Il successo riscosso dal sepolcro di Clemente XIV nel frattempo, sollecitò don Giovanni Abbondio Rezzonico e i suoi fratelli, cardinali Carlo e Giovanni Battista, a commissionare al Canova il monumento funerario allo zio Clemente XIII, da collocarsi nella basilica di San Pietro. Pur mostrandosi sensibile all'influsso berniniano, Canova eseguì un sepolcro dalle rigorose forme neoclassiche, dove il pontefice, inginocchiato obliquamente sul sarcofago, è «un'imponente figura che respira» (Arduino Colasanti): insensibile alle fatiche e alle malevolenze dei detrattori, impiegò quattro anni per portare a compimento l'opera, la quale venne solennemente inaugurata nella notte del giovedì santo del 1792, alla presenza di Pio VI. Vestitosi da frate mendicante per poter meglio ascoltare i commenti, Canova poté facilmente appurare i consensi suscitati dall'opera, che fu grandemente apprezzata dal papa, dal Morghen, da Pietro Giordani.

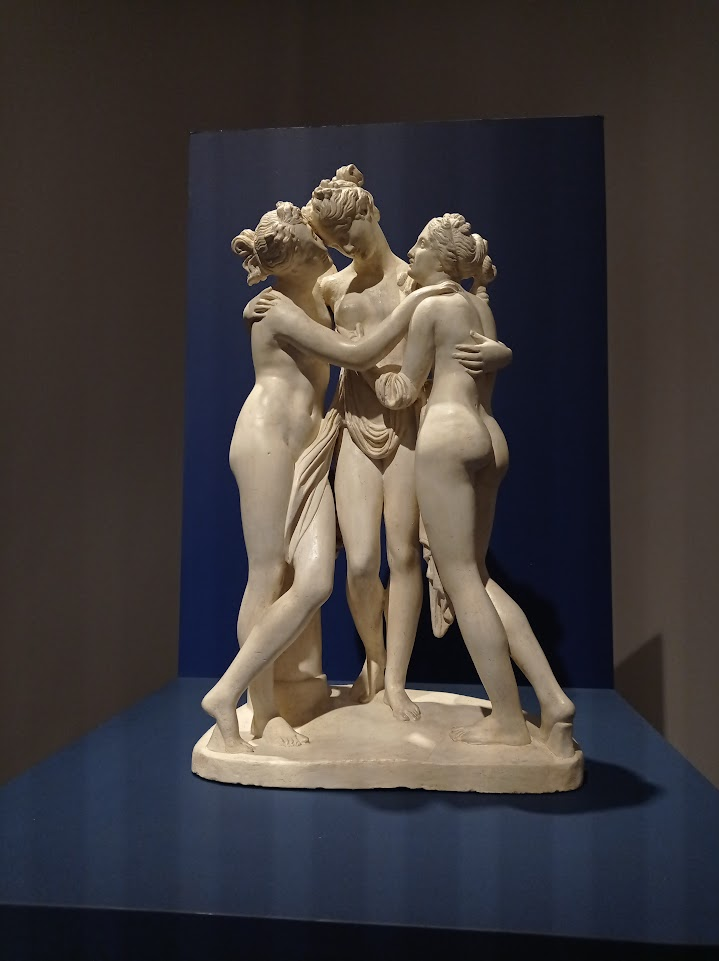
Le Tre Grazie, palazzo Baldeschi al Corso, Perugia

La fama raggiunse Canova in fretta e in modo potente, tanto che a detta del Quatremère anche a Parigi «negli fogli publici s'è reso conto del suo ultimo modello». Ne conseguirono le numerose commissioni di rilevante importanza che gli vennero offerte in questo periodo: nel 1789 eseguì due statue di Amorini, uno per la principessa Lubomirska e uno per il colonnello Campbell, e dello stesso anno è la commissione di una Psiche fanciulla, ultimata nel 1792. Nel 1793, invece, portò finalmente a compimento l'Amore e Psiche: l'opera ebbe vastissima eco e fu universalmente apprezzata, trovando gli estimatori più appassionati nel poeta inglese John Keats, autore di una Ode to Psyche, e in John Flaxman, con il quale Canova si strinse in affettuosa amicizia.
L'intensa attività scultorea, tuttavia, aveva fiaccato notevolmente la salute del Canova, che iniziò ad accusare feroci dolori allo stomaco. Pertanto, per ristorare le proprie energie fisiche, nel maggio del 1792 prese la decisione di fare ritorno a Possagno. Era la prima volta da quando si era trasferito a Roma che rivedeva il paese natio, che gli riservò un'accoglienza degna di un eroe: scortato dai compaesani in festa, Canova poté finalmente salutare nonno Pasino e, a Crespano, la madre. Ricevuta a Venezia la commissione del monumento in memoria dell'ammiraglio Angelo Emo, lo scultore fece lentamente ritorno a Roma, facendo tappa a Padova, a Vicenza, a Verona, a Mantova, a Parma, a Modena e infine a Bologna, tutte città dove venne universalmente acclamato. I riflessi dell'arte canoviana arrivarono perfino in Russia, dove Caterina II cercò di chiamare lo scultore presso la propria corte: Canova, tuttavia, declinò il pur onorevole invito, e in segno di ringraziamento eseguì per conto dell'emissario dell'imperatrice una seconda versione dell'Amore e Psiche, oggi esposta all'Ermitage. In questi anni Canova fu sommerso di commissioni, tanto che nel 1796 ammise al Selva che «se avessi parecchie mani tutte sarebbero impiegate»: tra le opere più notevoli di questo periodo si segnalano l'Ercole e Lica e l'Adone e Venere.

### Canova e Napoleone

#### Panorama politico
Dal punto di vista politico, tuttavia, questi erano anni assai turbolenti. Napoleone Bonaparte aveva già concluso vittoriosamente la prima campagna d'Italia, e il 19 febbraio 1797 fu firmato tra il generale corso e Pio VI il trattato di Tolentino, con il quale il pontefice si impegnò a cedere al vincitore opere d'arte e preziosi manoscritti, oltre che Avignone, il Contado Venassino e le Legazioni. Vi furono aspre polemiche, accese soprattutto da Quatremère de Quincy che a tal proposito scrisse Lettres sur le projet d'enlever les monuments de l'Italie: ciò malgrado, il convoglio con le opere d'arte (fra cui il Laocoonte e l'Apollo del Belvedere) partì da Roma il 9 maggio 1797.

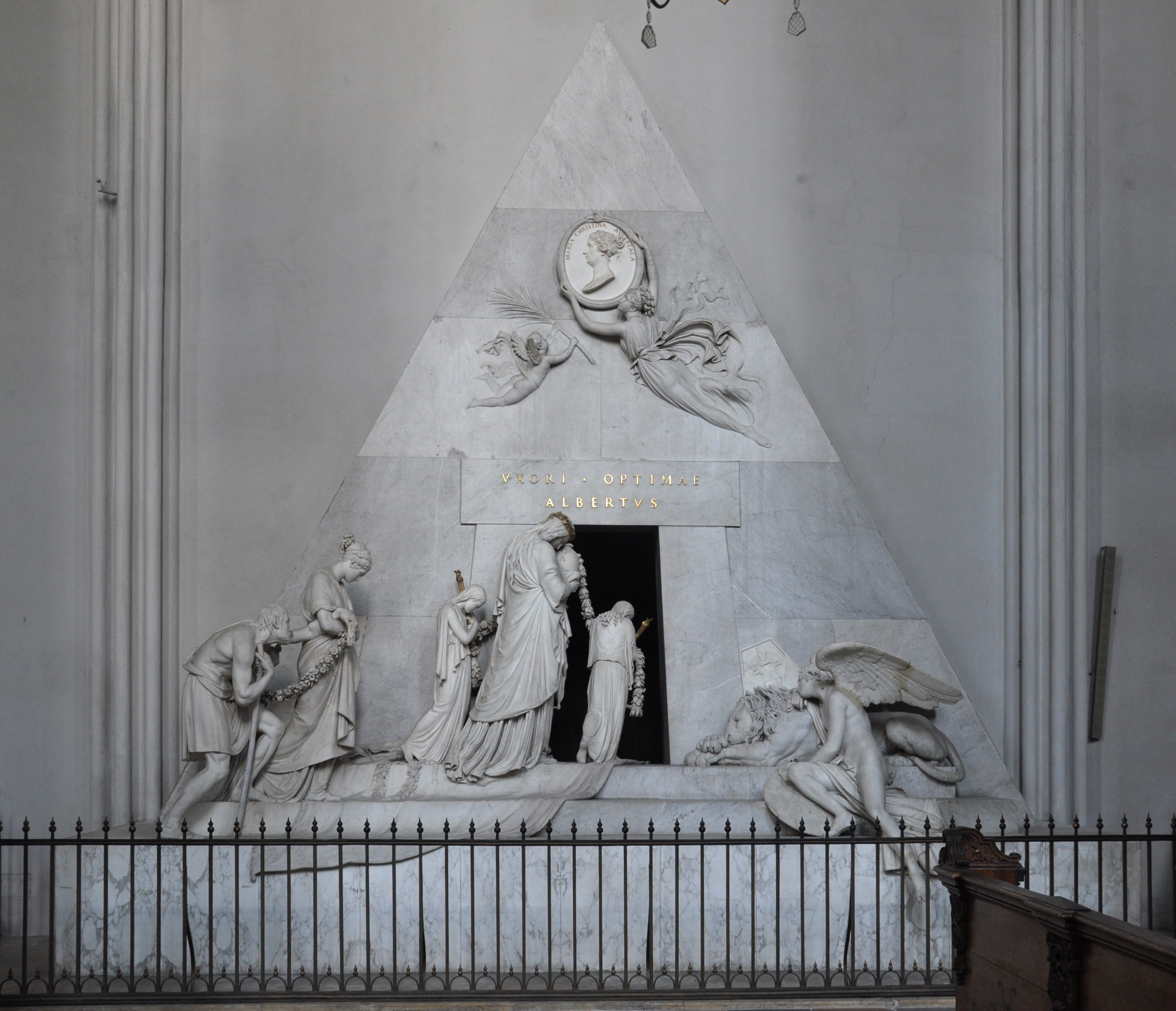
Antonio Canova, Monumento funebre a Maria Cristina d'Austria (1805), Augustinerkirche, Vienna

Anche Canova fece le spese di questa instabilità geopolitica, tanto che nella primavera del 1797 la sua pensione vitalizia venne sospesa e, nonostante le enfatiche rassicurazioni del Bonaparte (egli stesso contattò il Canova informandogli che aveva «un droit particulier à la protection de l'Armée d'Italie»), non gli venne mai più ripristinata. Giudicando pericoloso rimanere a Roma, nel 1798 fece ritorno a Possagno, e si spinse addirittura in Austria, dove fu accolto assai calorosamente dalla corte di Francesco II d'Asburgo-Lorena, che si offrì di confermargli la pensione vitalizia: Canova tuttavia rifiutò, non volendo precludersi la possibilità di tornare a Roma. Accettò, invece, di eseguire il grande deposito funebre per Maria Cristina d'Austria nella chiesa viennese di Sant'Agostino, su commissione del duca Alberto di Sassonia-Teschen, marito della defunta. La lettera con le disposizioni finali venne scritta il 15 maggio 1799 e inviata a Possagno, dove risiedeva l'artista. L'opera, assai rappresentativa del clima tardo-settecentesco della poesia sepolcrale, venne poi completata da Canova nel 1805.
Lasciata Vienna, Canova si recò a Praga, a Dresda, Berlino e Monaco, per poi fare ritorno nella natia Possagno e, infine, a Roma, che ritenne alla fine l'unica città congeniale al suo virtuosismo artistico. Il 5 gennaio 1800, superando le solite gelosie dei colleghi, Canova venne perfino nominato accademico di San Luca, di cui diventò presidente nel 1810 e presidente perpetuo nel 1814. Si trattò di un ulteriore successo nella fama del Canova, che iniziò a essere richiesto nelle corti di tutta Europa: anche Napoleone, nel 1803, volle un ritratto che recasse la sua firma. Canova inizialmente si dimostrò assai riluttante a mettere la propria arte a servizio di colui che era stato il carnefice della Repubblica Veneta, spogliata e poi ceduta all'Austria in seguito alla stipula del trattato di Campoformio: sollecitato da Pio VII (il quale era a sua volta mosso da motivi di opportunismo politico), tuttavia, Canova partì per Parigi, dove giunse il 6 ottobre 1801.

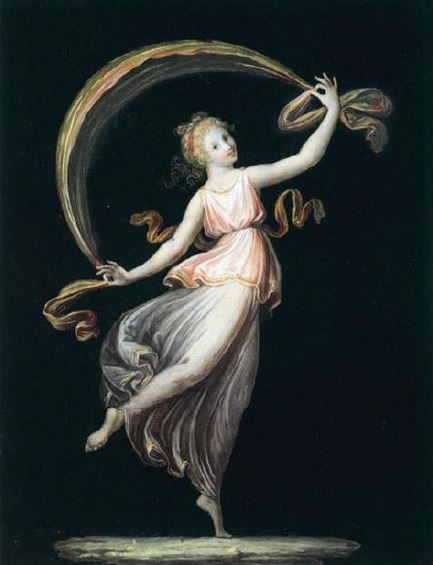
Antonio Canova, Danzatrice che si regge il velo, volta a destra (1798-1799); tempera su carta, 28,5×25 cm. Possagno, Museo Canova

#### Soggiorno a Parigi, laVenere italicaePaolina Borghese
Ospitato nel palazzo del nunzio pontificio Caprara, Canova a Parigi divenne l'artista ufficiale del regime napoleonico. La prima opera che eseguì in Francia fu un colossale ritratto del Bonaparte nelle sembianze di Marte pacificatore, in cui il generalissimo era raffigurato nudo con clamide su una spalla, una vittoria in una mano e lancia nell'altra. Canova pensava di aver realizzato un'opera destinata a rimanere celebre: ciò non accadde, poiché Napoleone, nel vedersi completamente svestito, temette i giudizi dei parigini e ordinò di riporre la statua nei depositi del Louvre e di ricoprirla con un velo. Malgrado si fosse inserito con successo nella cosmopolita scena artistica parigina, avendo contatti anche con Jacques-Louis David, in questo periodo Canova fu profondamente amareggiato, sia per l'inglorioso destino toccato alla sua scultura, ma soprattutto per l'infausta sorte di Venezia e per la continua emorragia di opere d'arte italiane, asportate in Francia con le spietate spoliazioni napoleoniche. Pertanto, nonostante le insistenze di Napoleone perché si fermasse stabilmente a Parigi, Canova decise di ritornare in Italia. Di seguito riportiamo lo stralcio di una lettera indirizzata il 7 novembre 1802 all'amico Antonio D'Este:
Ritornato a Roma, Canova fu accolto assai calorosamente: Angelica Kauffmann, addirittura, gli offrì un pranzo presso la propria dimora, in cui gli venne fatto dono di varie raffigurazioni di Vincenzo Camuccini dove egli è ritratto mentre viene incoronato da una personificazione del Tevere. Divenuto socio dell'Accademia meneghina di Belle Arti e «ispettore generale di tutte le Belle Arti per Roma e lo Stato pontificio, con sovrintendenza ai musei Vaticano e Capitolino e all'Accademia di San Luca», Canova in questi anni lavorò al monumento sepolcrale per Maria Cristina (come già accennato terminato nel 1805) e al deposito funebre per Vittorio Alfieri, scomparso nell'ottobre del 1803; nel 1806 invece Giuseppe Bonaparte gli commissionò un monumento equestre del fratello imperatore da collocare in una piazza pubblica. Famoso un aneddoto raccontato da Antonio Canova nei suoi scritti che riguarda l'Ercole Farnese. Il 12 ottobre 1810 lo scultore venne presentato a Napoleone dal general Duroc per esprimere il desiderio di rientrare in Italia, ma Napoleone oppose: "Questo è il vostro centro, qui vi sono tutti i capi d'arte antichi; non manca che l'Ercole Farnese, ma avremo anche quello". Al che Canova rispose: "Lasci Vostra Maestà almeno qualche cosa all'Italia. Questi monumenti antichi formano catena e collezione con infiniti altri che non si possono trasportare né da Roma né da Napoli".

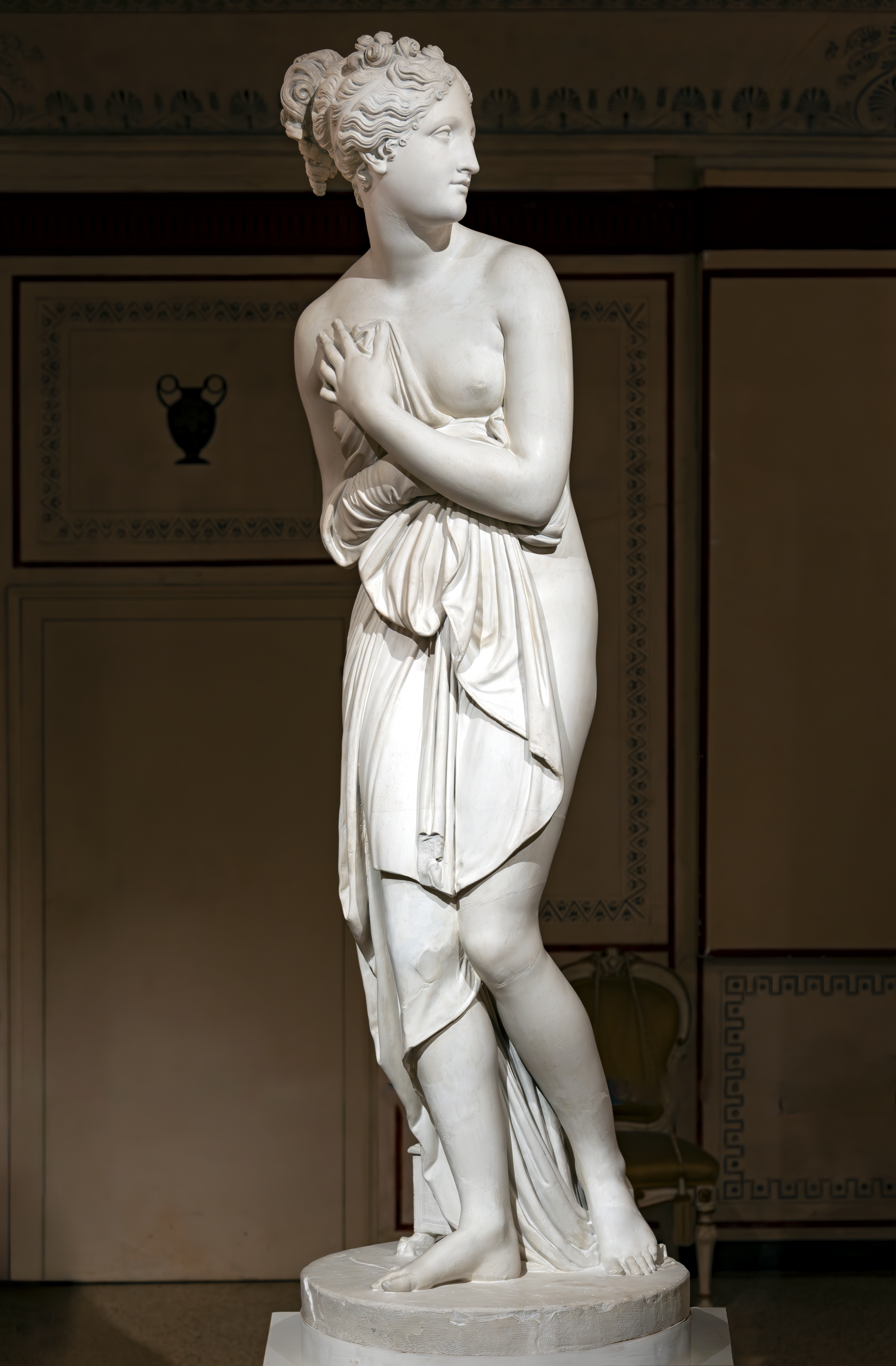
Antonio Canova, Venere Italica (1804-1808), Galleria Palatina, Firenze

Per il trasferimento in Francia della Venere de' Medici, rastrellata dai francesi tra i furti napoleonici, Canova scolpì come compensazione la Venere Italica per la città di Firenze, che la pose nella Tribuna degli Uffizi, che precedentemente ospitava la Venere de' Medici ormai al Louvre. A tale opera lo scultore si ispirò idealmente, a livello più che altro spirituale, cercando di rievocarne la tenerezza della carne, il suo dolce vibrare, il movimento nello spazio, che rende attraverso l'articolazione libera del corpo e la delicatezza delle sfumature. Ugo Foscolo farà un confronto tra la Venere de' Medici e Venere Italica, ovvero tra il classico e il neoclassico, e dirà della prima: "Lusinga il paradiso in questa valle di lacrime", volendo esprimere con queste parole la superiorità della statua dello scultore neoclassico, questa dea più reale, quindi più desiderabile, oltre che la sofferenza per i furti napoleonici che in quel periodo andavano depauperando il patrimonio italiano. 

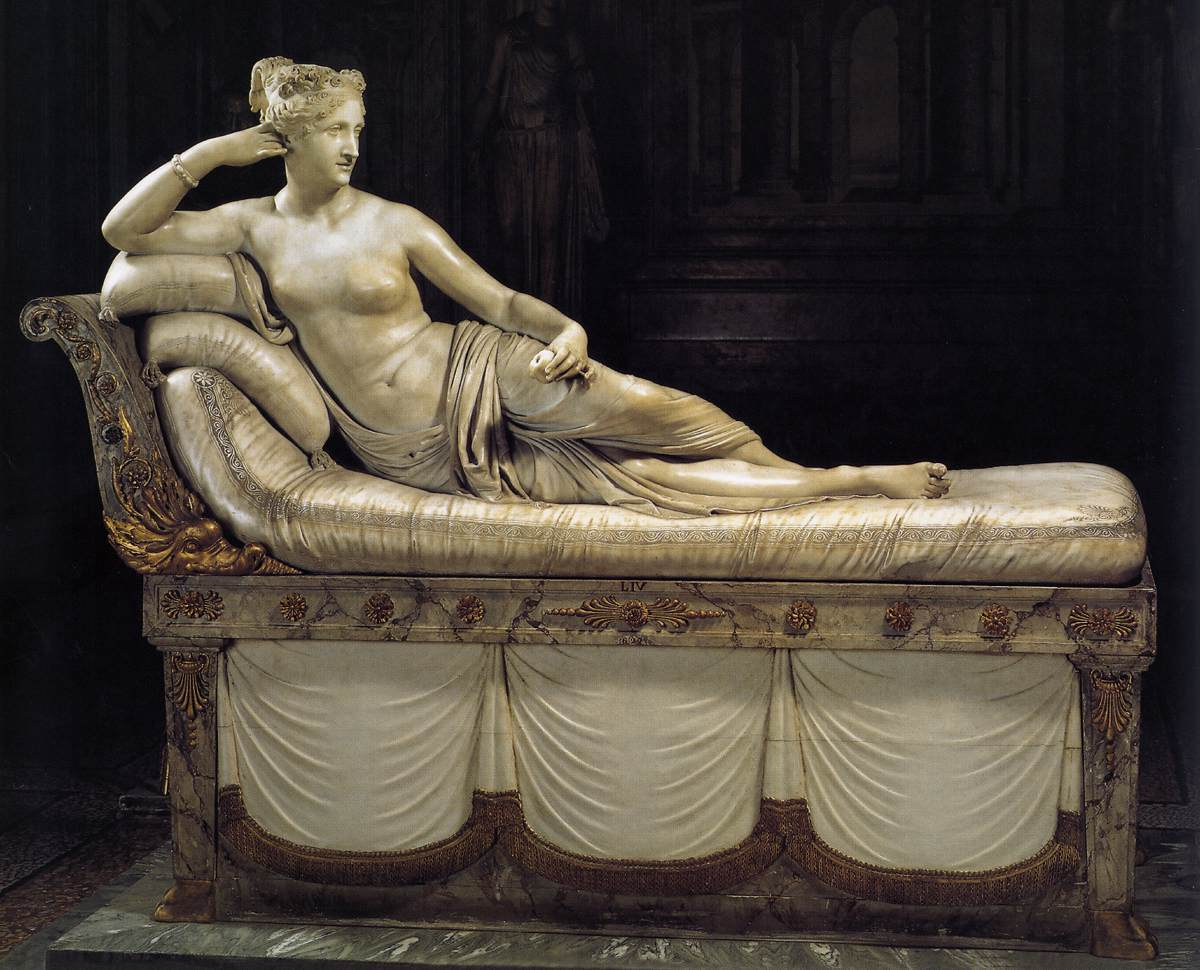
Antonio Canova, Paolina Borghese come Venere vincitrice (1804-1808), Galleria Borghese, Roma

Nel frattempo, per lo scultore si moltiplicarono i riconoscimenti accademici. Tra le accademie che onorarono il Canova vi furono quella di Belle Arti di Firenze (1791), quella di pittura e scultura di Stoccolma (1796), quella di pittura e scultura di Verona (1803), quella di Venezia (1804), quella di Siena (1805) e nella napoleonica di Lucca (1806). Oltralpe lo scultore venne accolto nell'Accademia di Pietroburgo (1804), in quella di Ginevra (1804), in quella danese (1805) e nelle accademie di Graz (1812), di Marsiglia (1813), di Monaco (1814), di New York (1817), di Anversa (1818), di Vilnius (1818), e di Philadelphia. Ma ad accrescere maggiormente il suo prestigio fu l'esecuzione del ritratto di Paolina Bonaparte Borghese nelle sembianze di una Venere vincitrice: l'opera, terminata nel 1808, raffigura la sorella di Napoleone adagiata su un divano, con in mano il pomo della vittoria, con un virtuosismo tale da far assurgere la donna a dignità della dea. Sempre in questo periodo strinse amicizia con Leopoldo Cicognara, il conte ferrarese che gli affidò la protezione di un giovane Francesco Hayez (futuro caposcuola della scuola romantica italiana).

#### Fine dell'epoca napoleonica
Ancora stavolta, tuttavia, le vicissitudini belliche operate sotto l'egida di Napoleone turbarono profondamente Canova, che visse «giorni tristissimi» (come attesta un'incisione sulla Danzatrice col dito al mento) assistendo silenziosamente all'occupazione di Roma da parte dei francesi (1808) e alla conseguente unione degli Stati Pontifici all'Impero francese. Ciò malgrado, nel 1810 accettò comunque di recarsi a Parigi su invito del generale Duroc, che gli commissionò la statua dell'Imperatrice Maria Luisa: dopo una brevissima sosta a Firenze, effettuata per attendere all'inaugurazione del monumento a Vittorio Alfieri a Santa Croce, Canova partì immediatamente dopo alla volta della Francia. Giunto a Fontainebleau l'11 ottobre 1810, già il 29 ottobre poté mostrare al committente il modello in creta della statua. Canova, tuttavia, si intrattenne poco in Francia, tanto che dopo aver ottenuto notevoli benefici e donazioni per l'Accademia di San Luca (della quale divenne principe prima della partenza), si incamminò sulla via del ritorno, nonostante le lusinghe di Napoleone. Sostò a Milano, Bologna e Firenze, e presso quest'ultima città indirizzò una lettera a Quatremère de Quincy, a cui confidò:

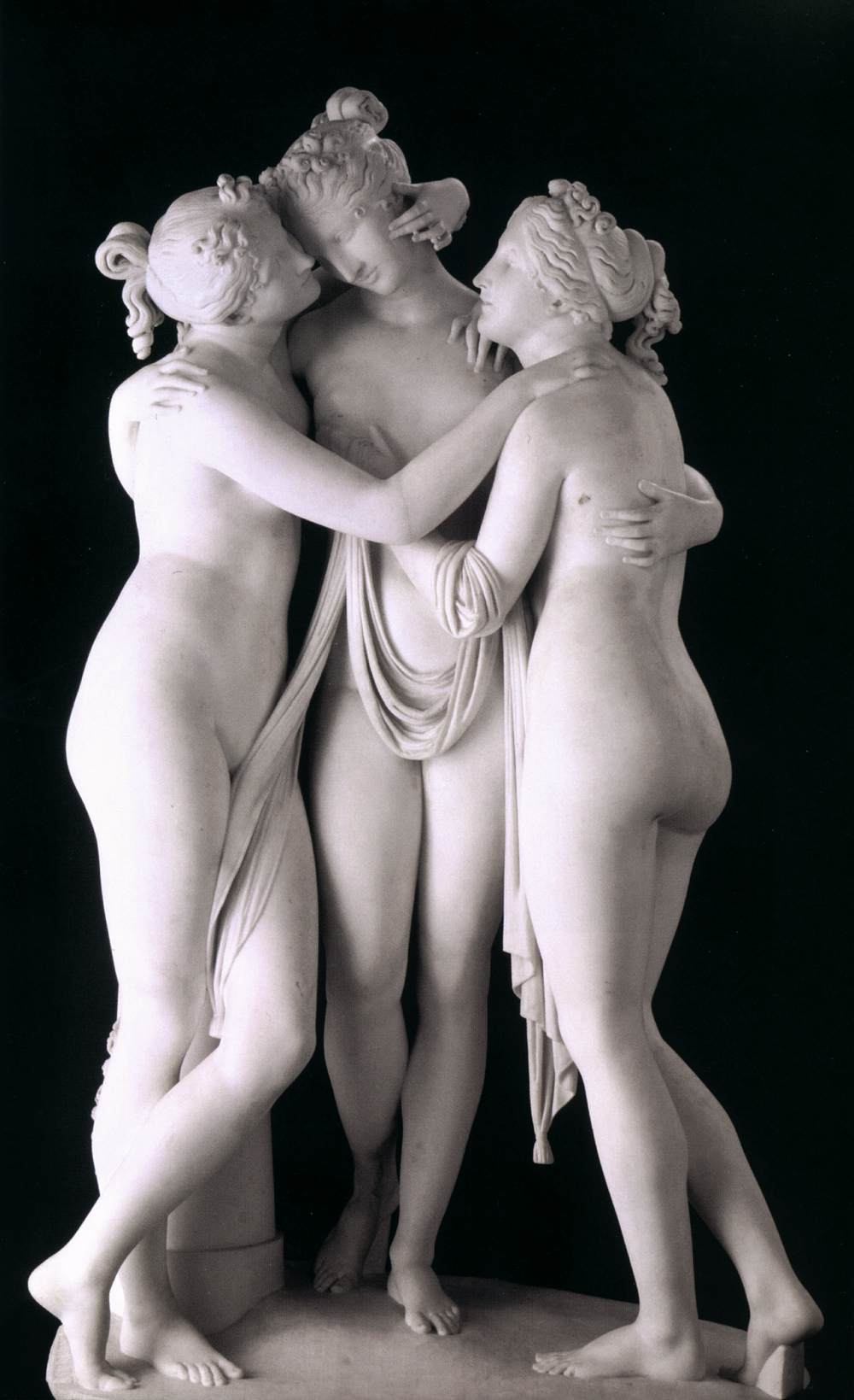
Antonio Canova, Le Grazie (1814-1817), Victoria and Albert Museum, Londra

Dopo aver reso esecutivi i benefici concessi da Napoleone all'Accademia di San Luca, Canova viaggiò a Bologna (dove incontrò Piero Giordani) e a Firenze, dove nella primavera 1812 fece conoscenza di Minette de Bergue, in seguito diventata baronessa de Armendariz. La simpatia si trasformò ben presto in intimità, e tra i due si formò un legame amoroso talmente forte che perfino il barone Armendariz (il promesso sposo della donna) si dichiarò disposto a sciogliere la donna dalla promessa di matrimonio fatta cinque anni prima. Non se ne fece tuttavia nulla, anche se vi furono altre due donne che infiammarono il cuore di Canova in questi anni: la prima era Delphine de Custine, un'affascinante nobildonna francese con la quale lo scultore intrattenne un carteggio densissimo di sentimenti, e la seconda era Juliette Récamier, considerata dal Canova bella «comme une statue grecque que la France rendait au Musée Vaticain» (come ci riferisce Chateaubriand). Così come fece la Volpato, tuttavia, anche la Récamier concesse la propria mano a un altro uomo, in questo caso Benjamin Constant, lasciando il Canova in preda alla delusione.
Nonostante le difficoltà incontrate con il gentil sesso, questo si rivelò un periodo artistico assai fecondo per il Canova. Nel 1814 gli venne commissionata da Giuseppina di Beauharnais, prima moglie di Napoleone, il gruppo scultoreo delle Tre Grazie, che verrà riprodotto una seconda volta in un gruppo stavolta destinato a John Russell, sesto duca di Bedford. L'opera, una delle più famose di Canova, traduce nel marmo il concetto squisitamente neoclassico dell'eternità della bellezza serenatrice, ben rappresentato nei volti delle tre fanciulle; tra gli estimatori più entusiasti delle Grazie vi troviamo il poeta italiano Ugo Foscolo, autore del poema omonimo delle Grazie.
Quando ormai, dopo Lipsia, la fortuna di Napoleone volgeva al tramonto, il Canova, che fu sempre critico verso le spoliazioni artistiche perpetrate da quest'ultimo, venne incaricato di recarsi a Parigi per recuperare tutte le opere d'arte rubate in forza del trattato di Tolentino e oggetto delle spoliazioni napoleoniche. Non senza difficoltà (la situazione a Parigi era, a dire dello scultore, «disperata» e francesi e russi si opponevano categoricamente a un'eventuale riconsegna), grazie all'intervento di Klemens von Metternich Canova riuscì a ottenere la restituzione delle opere d'arte. Terminato questo sgradito compito, il 1º novembre si recò a Londra, dove lord Elgin stava esibendo i marmi del Partenone: gli procurarono un'intensa ammirazione, come attestato da uno degli ospiti del ricevimento di lady Holland («Canova è quanto mai entusiasta degli Elgin Marbles che afferma meritare da soli un viaggio in Inghilterra») e dal Canova stesso, il quale comunicò a lord Elgin l'entusiasmo che provò guardando quei «preziosi marmi... recati qui dalla Grecia... onde grand'obbligo e riconoscenza dovranno a voi, o Milord, gli amatori e gli artisti per aver trasportato vicino a noi queste memorabili e stupende sculture».

### Ultimi anni di vita
Tornato a Roma la sera del 3 gennaio 1816, Canova fu prontamente ricevuto dal pontefice, che, in segno di ringraziamento per aver recuperato le opere d'arte italiane trafugate in Francia, lo insignì del titolo di «marchese d'Ischia» e lo ascrisse nel libro d'Oro del Campidoglio: come stemma del marchesato, Canova scelse la lira e la serpe (simboli rispettivamente di Orfeo ed Euridice) «in memoria delle mie prime Statue... dalle quali... devo riconoscere il principio della mia esistenza civile», come leggiamo in una lettera indirizzata al Falier.
Intanto, dopo aver ultimato nel 1816 la statua della Musa Polimnia, nel 1818 Canova fu esortato dai suoi compaesani di Possagno a intervenire in una vecchia chiesa parrocchiale del paese: lo scultore, tuttavia, prese «la risoluzione di farne edificare una nuova, a mie spese», erigendo un tempio con pianta circolare con un pronao a colonne doriche, su esempio del Pantheon di Roma e del Partenone di Atene. Scegliendo di collocare la chiesa ai piedi del monte dominante la Val Cavasia, Canova partì prontamente per Possagno così da assistere personalmente alla posa della prima pietra della fabbrica, celebrata l'11 luglio 1818 in una festosa cerimonia: lo scultore non assistette mai all'ultimazione del proprio tempio, che verrà completato solo nel 1830, dieci anni dopo la sua morte.

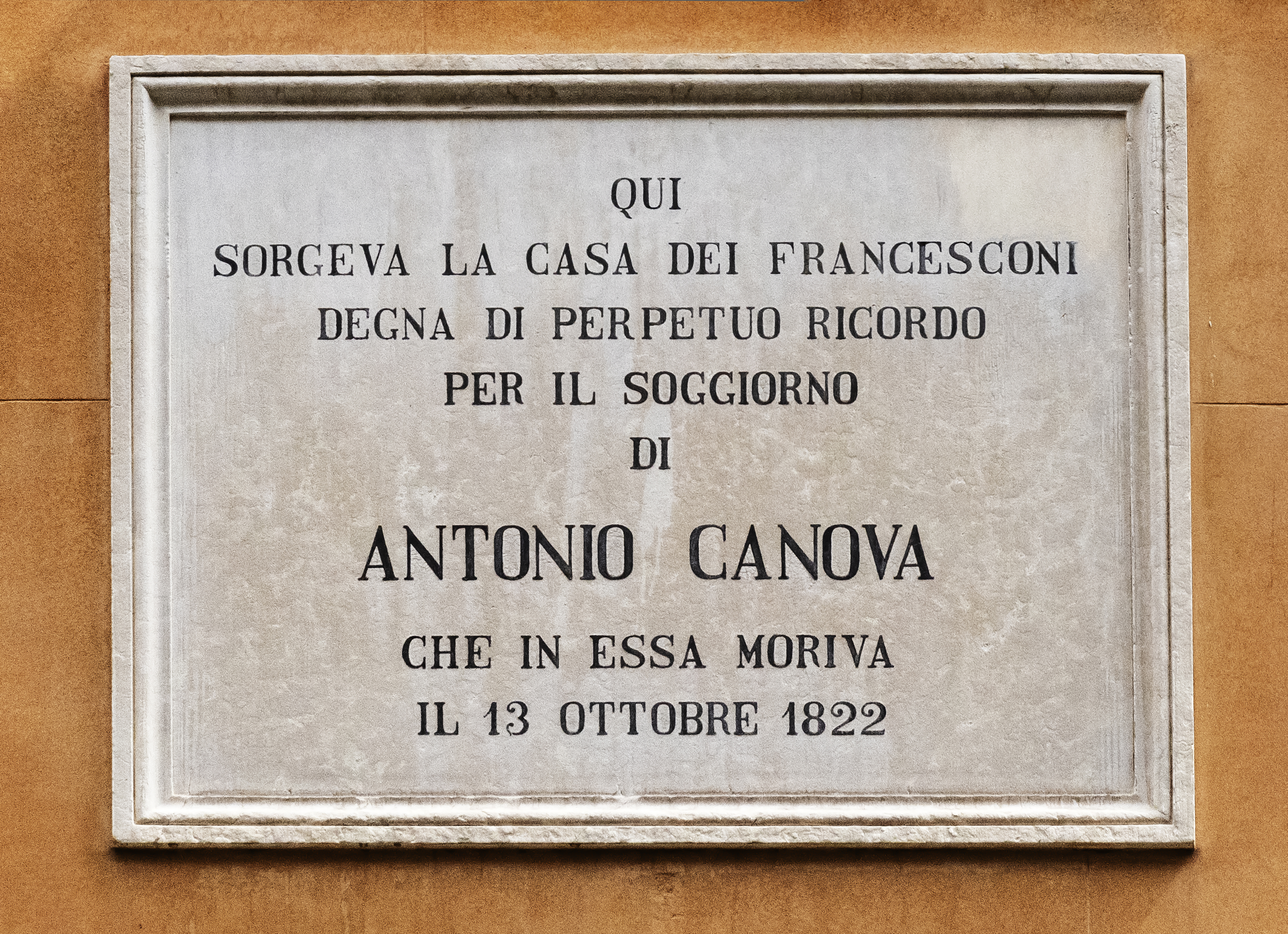
Targa commemorativa presso il luogo della vita e della morte di Antonio Canova, in Rio Orseolo o del Corval

Afflitto dalla dissenteria e dall'acuirsi delle debolezze di stomaco (che lo tormentò sin da quando scolpì il Monumento a Clemente XIII), nei suoi ultimi anni di vita Canova attese all'esecuzione di diverse opere: si segnalano, in particolare, il busto di Eleonora d'Este, una Vestalis, la Beatrice per Leopoldo Cicognara e il cavallo della statua equestre di Ferdinando I per piazza Plebiscito a Napoli. Quando terminò quest'ultima commissione, il tracollo fisico era ormai prossimo: recatosi a Possagno il 7 settembre 1822 nella speranza di trarne giovamento, la morte lo colse la mattina del 13 ottobre 1822 a Venezia, nella casa del vecchio amico Florian, nei pressi di piazza San Marco.

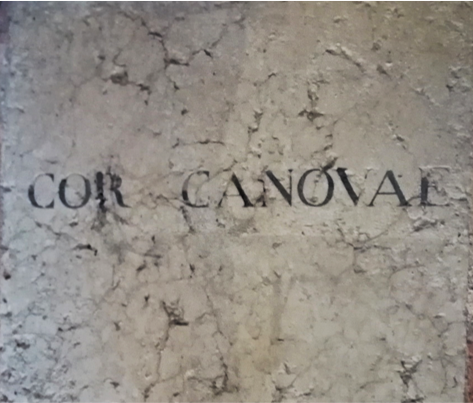
Interno del monumento a Canova nella basilica dei Frari

Canova ebbe due funerali: di questi, i primi furono celebrati nella natia Possagno il 25 ottobre, con l'orazione funebre tenuta dal vescovo di Ceneda. I secondi si tennero invece a Roma il 31 gennaio 1823, con grandissimo concorso di folla, nella Basilica dei Santi XII Apostoli; a rendere gli estremi onori allo scultore vi erano il camerlengo e il Senato di Roma, ma anche il poeta Giacomo Leopardi, che pure espresse la sua compiacenza di aver salutato «il gran Canova». Le sue spoglie furono infine riposte in un sepolcro nel tempio di Possagno da lui ideato, mentre il suo cuore fu onorevolmente disposto in un vaso di porfido conservato a Venezia all'interno del Monumento funebre ad Antonio Canova nella Basilica dei Frari.

## Tecnica scultorea

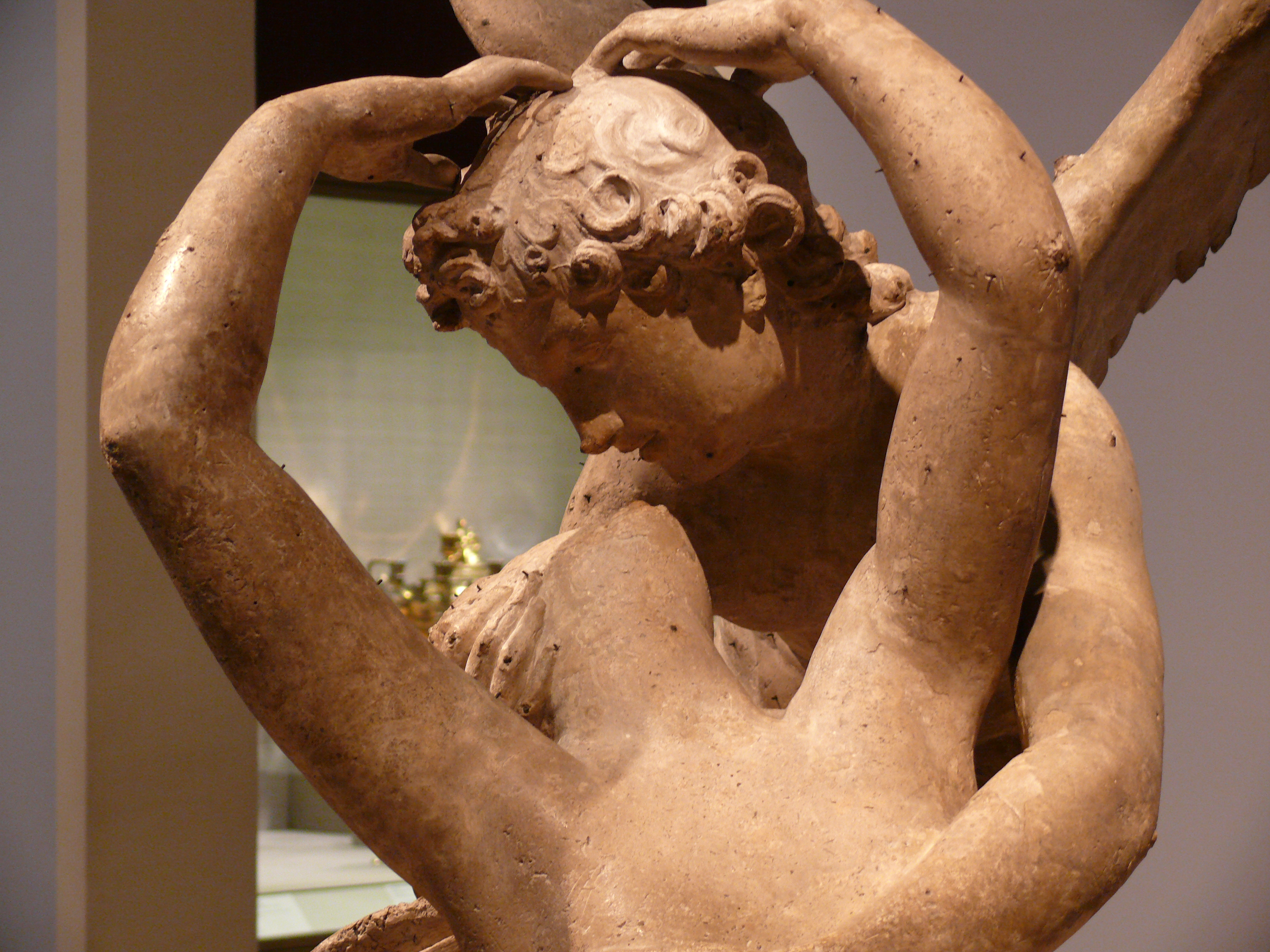
Bozzetto in gesso di Amore e Psiche, oggi conservato al Metropolitan Museum of Art di New York: si scorgono i punti fissi o punti di repere che venivano fissati sul modello prima della traduzione in marmo

Ci sono tanti motivi, oltre alla sua grande abilità artistica, per cui il genio di Canova merita di essere analizzato. Innanzitutto per aver rivoluzionato le modalità di realizzazione delle opere in marmo. Canova fu infatti il primo a realizzare dei marmi "in serie" a partire da un modello in gesso a grandezza naturale. Si partiva da un bozzetto su carta, passando poi per un modellino in creta, e poi la scultura in gesso, sulla quale venivano inseriti dei "chiodini" chiamati repere. Attraverso questi punti di riferimento e l'utilizzo di appositi strumenti, la bottega del maestro era in grado di replicare più esemplari in marmo dello stesso soggetto. Ecco perché abbiamo più di una Ebe, più di una danzatrice, più copie del gruppo delle Tre grazie e così via. Inoltre Canova ebbe l'intuizione di far "stampare" i disegni delle sue opere. Grazie alla tecnica della stampa, era possibile replicare lo stesso disegno in decine o anche centinaia di copie e farlo girare in tutta Europa: una sorta di catalogo ante litteram che gli permetteva di far arrivare le sue opere agli eventuali committenti interessati.
Il metodo di lavoro di Canova è riportato in un passo delle Memorie di Francesco Hayez:
Come emerge dal resoconto dell'Hayez, la quantità e la qualità delle opere di Canova richiedevano notevoli doti di organizzazione e progettazione. Prima di eseguire materialmente l'opera, Canova esternava il proprio progetto su carta (o, talvolta, su tela) mediante l'esecuzione di rapidi schizzi e appunti, per poi correggere l'idea primitiva mediante la preparazione di piccoli prototipi preparatori in argilla, mezzo progettuale certamente più affine allo spirito canoviano. Quest'ultima operazione veniva svolta facendo ricorso a uno scheletro portante composto da un'asta in ferro, alta quanto la scultura da eseguire, connessa a sua volta a delle piccole asticelle metalliche munite alle estremità di crocette di legno: questa metodologia, come osservato dallo stesso Canova, consentiva «di far reggere la creta anche in macchine grandi assai, e in figure fuori di piombo» e di effettuare pertanto uno studio più approfondito, con il quale era possibile valutare meglio le proporzioni, le qualità luminose e generalmente la resa generale dell'opera. È lo stesso Canova a parlarcene:

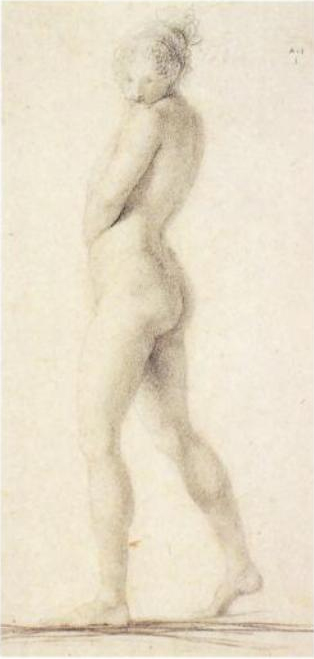
Bozzetto iniziale a lapis realizzato dal Canova per un nudo femminile

Le fasi preparatorie, delegate all'ampio concorso di collaboratori al servizio di Canova, erano seguite dalla traduzione dell'opera in marmo, attuata con una tecnica metallurgica detta della «forma persa»: questa consisteva nell'eseguire un modello in creta a grandezza naturale dell'opera che si intendeva eseguire, per poi applicarvi uno strato di gesso bianco, così da creare una «matrice» che veniva infine distrutta. In questo modo, dopo aver ottenuto il modello e aver fissato i punti chiave, si poteva procedere con la sbozzatura del marmo: era dopo quest'ultima operazione che ai vari artisti della bottega subentrava il Canova, al quale era riservata una fase fondamentale della gestazione dell'opera, quella propriamente detta «dell'ultima mano». Il Canova si preoccupava in particolare di eliminare le imperfezioni residue e di rifinire l'opera con gli ultimi e più decisivi ritocchi: seguiva, infine, l'intervento del lucidatore, che rendeva lucide le superfici conferendo loro una diafana lucentezza. Famosa l'abitudine di Canova di applicare sulle parti epidermiche dell'opera una speciale patina, così da simulare il colore dell'incarnato e dare alle proprie statue una parvenza di vita. Sulla natura di tale sostanza le fonti sono discordi: per il Fernow si sarebbe trattato di «fuliggine», per Leopoldo Cicognara di «acqua di rota» (ovvero acqua contaminata in seguito all'arrotamento di una lama), mentre appare più probabile che si sia trattato di cera rosa o di ambra. Numerosi erano gli strumenti impiegati dal Canova, che per le proprie opere si serviva di «nuovi ferri, e raschiatori, e trapani, e punte d'ogni maniera».
È interessante notare che, secondo il Canova, la gestazione di un'opera si articolava in due momenti principali: la fase iniziale dell'ideazione, e quella finale dove l'artista apporta gli ultimi interventi. È così che il processo creativo si risolve in un fenomeno di sublimazione, dove dalla folgorazione intuitiva iniziale, violenta e improvvisa, si arrivava alla contemplazione della forma pura finale: questo percorso in termini filosofici si traduce nella transizione dal piano dell'io empirico a quello dell'io trascendentale. Di seguito riportiamo un commento di Giulio Carlo Argan:
(Giulio Carlo Argan)

## Fortuna critica

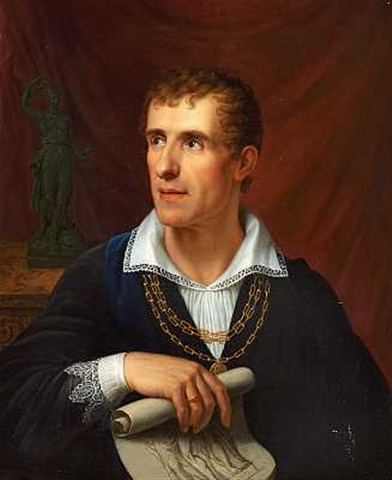
Rudolph Suhrlandt, Ritratto di Antonio Canova (1812), olio su tela, 75x60 cm. Canova qui è effigiato mentre veste l'abito degli Accademici di San Luca, mentre regge in mano il progetto delle Grazie.

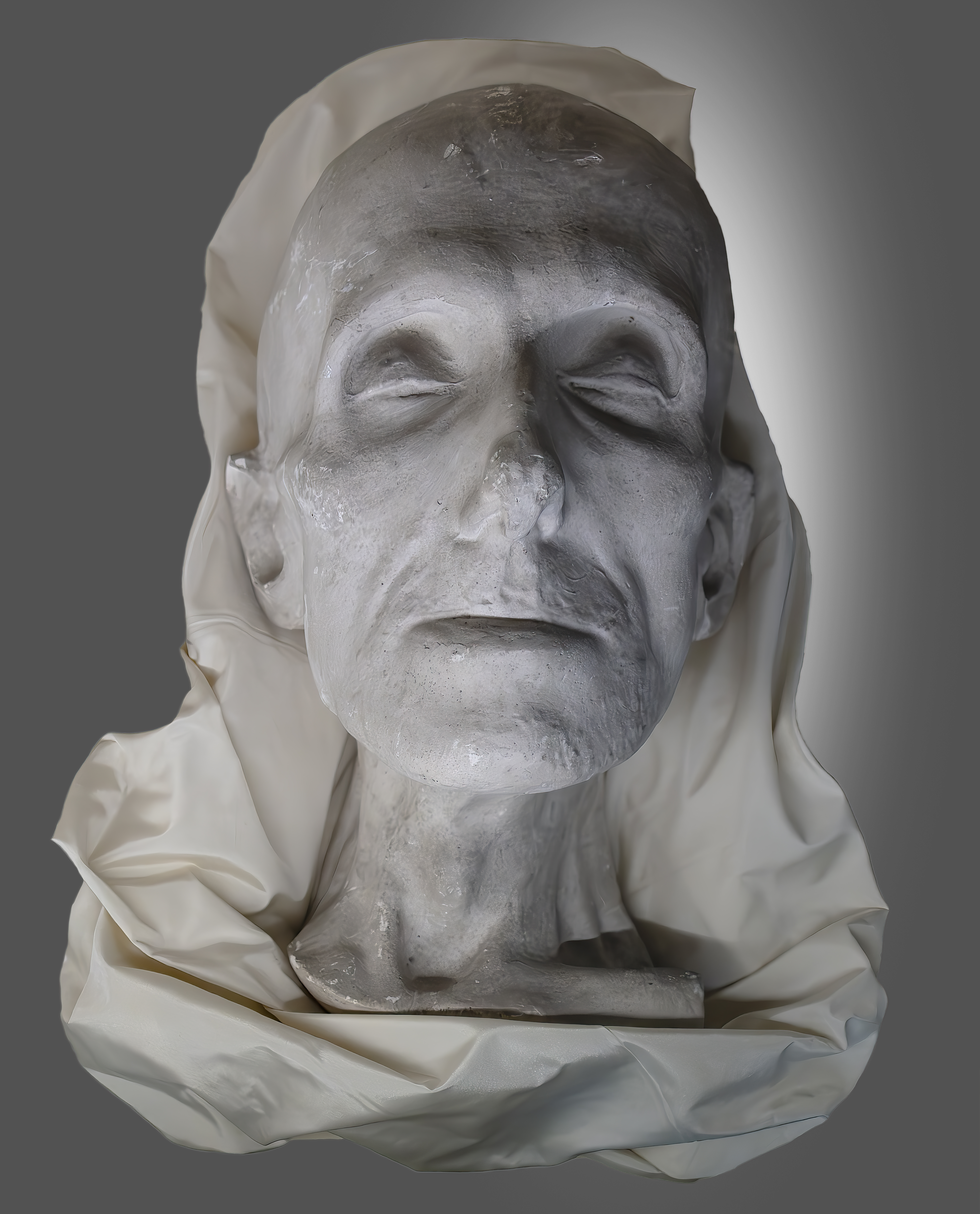
Maschera funebre di Antonio Canova - Museo Correr

Già quand'era in vita Canova fu riconosciuto immediatamente quale il massimo scultore del Neoclassicismo europeo, non mancando tuttavia di subire aspre stroncature. Schlegel, nell'estate del 1805, lo incolpò per esempio di aver interpretato in maniera sbagliata gli stilemi classici, specialmente nel Teseo che uccide il Centauro e nell'Ercole e Lica, opere dove a suo giudizio il sublime è sacrificato per una mollezza che si addice più alle esigenze della Mittelklasse che al gusto dei veri intenditori. Altro molesto detrattore di Canova di questi anni fu il letterato di formazione kantiana Carl Ludwig Fernow, autore della dissertazione Über den Bildhauer Canova und dessen Werke. Il testo, dai toni fortemente polemici, riprendeva la critica mossa da Schlegel e accusava il Canova di tradire l'animo neoclassico, eseguendo opere compromesse dall'eccessiva affettività, delicatezza, e sensualità; scartando la produzione canoviana, Fernow consigliava inoltre di prendere come modello d'imitazione artistica Bertel Thorvaldsen, l'unico scultore a suo giudizio a rimanere fedele ai canoni dell'estetica classica. L'animo assai sensibile del Canova uscì profondamente ferito da queste critiche, come si legge in una lettera inviata nel 1806 all'amico-consigliere Quatremère de Quincy: 
(Antonio Canova)
Non mancarono, tuttavia, gli entusiasti ammiratori. Il Canova, per esempio, fu oggetto della continua venerazione del poeta Pietro Giordani, suo grande amico e autore di una composizione letteraria denominata Panegirico canoviano, ove sostenne che con le opere canoviane la scultura europea aveva raggiunto il momento di maggior splendore. Anche Stendhal, ardente ammiratore del Monumento funebre a Maria Cristina d'Austria (da lui ritenuta «le premier des tombeaux existants»), lodò delle opere canoviane l'istintività del genio, e il primato della prassi sulla teoria («l'heureuse ignorance de sa jeunesse l'avait garanti de la contagion de toutes les poétiques, depuis Lessing et Winkelman [...] jusqu'à M. Schlegel»). L'arte di Canova, infatti, ebbe una grandissima eco nella generazione di artisti a lui contemporanei, tanto che agli influssi canoviani furono sensibili artisti come Joseph Chinard, Antoine-Denis Chaudet, John Flaxman, e Richard Westmacott.
L'arte canoviana fu assai apprezzata anche durante il Romanticismo, specialmente in Italia, dove fu in grado di accendere l'orgoglio nazionale, a tal punto che durante l'epopea risorgimentale egli iniziò a esser ritenuto il genio tutelare della nazione. L'interesse per Canova scemò a partire dal Novecento quando, a partire dalla ricezione delle prime istanze futuriste, egli iniziò a essere considerato un mero copista del classico: fu solo a partire dalle ricerche di Hugh Honour e Mario Praz, alla metà del secolo, che iniziò a verificarsi una progressiva riscoperta dell'arte di Canova, che assurse così a dignità di maggiore esponente del Neoclassicismo in scultura e, perfino, di trait d'union tra il mondo antico e la sensibilità contemporanea.

## Opere

### Scultura
Canova fu artista estremamente prolifico. Secondo il conteggio stilato dal Cicognara nel suo Catalogo cronologico delle opere di Antonio Canova, l'artista scolpì o rifinì personalmente 53 statue; 12 gruppi (il tredicesimo fu solo modellato); 14 cenotafi; 8 monumenti; 7 colossi; 2 gruppi colossali; 54 busti; 26 bassorilievi; per totali 176 opere complete. Lasciò poi 22 quadri e un grandissimo numero di studi, disegni e modelli. Il tutto fu prodotto, se non si contano i lavori giovanili, in circa 30 anni di attività artistica. La sua vasta produzione si spiega con il metodo di lavoro innovativo del Canova, che partiva da un semplice modellino in cera, per poi fare una prima statua in gesso, su cui riportava con appositi chiodi le misure per tagliare e sagomare il marmo. Dallo stesso modello di gesso potevano poi essere ricavate più statue uguali o con piccole varianti. I modelli in gesso di molte sue opere vengono conservati presso la Gipsoteca canoviana di Possagno.
Di seguito si riporta un elenco parziale delle principali opere eseguite dal Canova:
- Canestro di frutta, 1774, museo Correr, Venezia;
- Euridice, 1775, marmo, museo Correr, Venezia;
- Orfeo, 1776, marmo, museo Correr, Venezia;
- Giovanni Poleni, 1778, marmo, museo Civico, Padova;
- Ritratto di Alvise Valaresso in veste Esculapio, 1778, marmo, Boschetto dei Frati, Monselice, nel 1887 donata al museo Civico di Padova;
- Dedalo e Icaro, 1777-79, marmo, museo Correr, Venezia;
- Teseo sul Minotauro, 1781-83, marmo, Victoria and Albert Museum, Londra;
- Monumento funerario di Clemente XIV, 1783-87, marmo di Carrara, travertino e lumachella, basilica dei Santi Apostoli, Roma;
- Monumento funerario di Clemente XIII, 1783-92, marmo di Carrara, travertino e lumachella, basilica di San Pietro, Roma;
- Principe Henryk Lubomirski come Eros, 1785-1788, marmo, Castello, Łańcut;
- Amore e Psiche che si abbracciano, 1787-1793, gruppo scultoreo in marmo, museo del Louvre, Parigi;
- Maddalena penitente, 1793-96 circa, marmo, musei di Strada Nuova, Genova;
- Adone e Venere, 1789-94, marmo bianco, musée d'Art et d'Histoire, Ginevra;
- Stele dell'ammiraglio Angelo Emo, 1792-1795, marmo bianco, Museo storico navale, Venezia;
- Stele Giustiniani, 1795-1797, marmo bianco, Museo civico degli Eremitani, Padova;
- Ercole e Lica, 1795-1815, marmo, Galleria nazionale d'arte moderna e contemporanea, Roma;
- Monumento funerario a Maria Cristina d'Austria, 1798-1805, marmo, Augustinerkirche, Vienna;
- Alexandrine Bleschamps Bonaparte come musa Tersicore, 1802-1812, marmo, Fondazione Magnani-Rocca, Mamiano di Traversetolo;
- Napoleone Bonaparte come Marte pacificatore, 1803-1806, marmo, Apsley House, Londra;
- Ritratto di Letizia Ramolino Bonaparte, marmo, Devonshire Collection, Chatsworth House, Inghilterra;
- Paolina Borghese Bonaparte come Venere Vincitrice, 1804-1808, marmo, Galleria Borghese, Roma;
- Teseo e il Centauro, 1805, marmo, Kunsthistorisches Museum, Vienna;
- Danzatrice con le mani sui fianchi, 1805-1812, marmo, Museo dell'Ermitage, San Pietroburgo;
- Palamede, 1805-1808, marmo, Villa Carlotta, Tremezzina;
- Monumento funerario di Vittorio Alfieri, 1806-10, marmo, basilica di Santa Croce, Firenze;
- Ettore e Aiace, 1808-1816, marmo, Palazzo Treves de Bonfili, Venezia;
- Danzatrice con cembali, 1809-14, marmo, Staatliche Museen, Berlino;
- Danzatrice con dito al mento, 1809-14, gesso, Pinacoteca Giovanni e Marella Agnelli, Torino;
- Ritratto di Maria Luigia d'Asburgo in veste di Concordia, 1811-1814, marmo, Galleria Nazionale, Parma;
- Testa di Calliope, 1812, marmo, Galleria d'Arte Moderna, Firenze;
- Le tre Grazie, 1812–16, gruppo scultoreo in marmo, Museo dell'Ermitage, San Pietroburgo;
- Elisa Baciocchi Bonaparte come musa Polimnia, 1813-1815, marmo, Kunsthistorisches Museum, Vienna;
- Paride, 1816, marmo, Neue Pinakothek, Monaco;
- Ebe, 1816-17, marmo, originale, Pinacoteca Civica, Forlì;
- Busto di Ferdinando I Re delle Due Sicilie, 1820, marmo bianco di Carrara, Reggia di Caserta;
- Venere e Marte, 1816-1822, marmo, Buckingham Palace, Londra;
- Cenotafio degli ultimi Stuart, 1816-1819, marmo, Basilica di San Pietro in Vaticano, Città del Vaticano;
- Stele Traversa, 1817, marmo, edicola Dall'Acqua, Cimitero Monumentale di Milano;
- Monumento a George Washington, 1817-1820, marmo distrutto, già a Raleigh, North Carolina State House, gessi nella Gipsoteca Canoviana, Possagno;
- Venere Hope, 1818-1820, marmo, City Art Gallery, Leeds;
- Erma di Vestale, 1818-1819, marmo, originale, Galleria d'Arte Moderna, Milano;
- Eleonora d'Este, 1819, marmo, originale, Pinacoteca Tosio Martinengo, Brescia;
- Stele Tadini (Canova), 1819-1821, marmo, originale, Accademia Tadini, Lovere;
- Endimione dormiente, 1819-1822, marmo, originale, Devonshire Collection, Chatsworth House, Inghilterra;
- Naiade, 1820-1823, marmo, originale, National Gallery, Washington, USA.

### Pittura
- Venere con Fauno, 1792 circa, Casa natale, Possagno.

### Architettura
- Tempio Canoviano, 1819, Possagno.